# Jim Haggarty
James Timothy Haggarty, detto Jim (Port Arthur, 14 aprile 1914 – Montréal, 8 marzo 1998), è stato un hockeista su ghiaccio canadese.

## Palmarès

### Olimpiadi invernali
- Argento a Garmisch-Partenkirchen 1936 nell'hockey su ghiaccio.